# Ehrmann SE

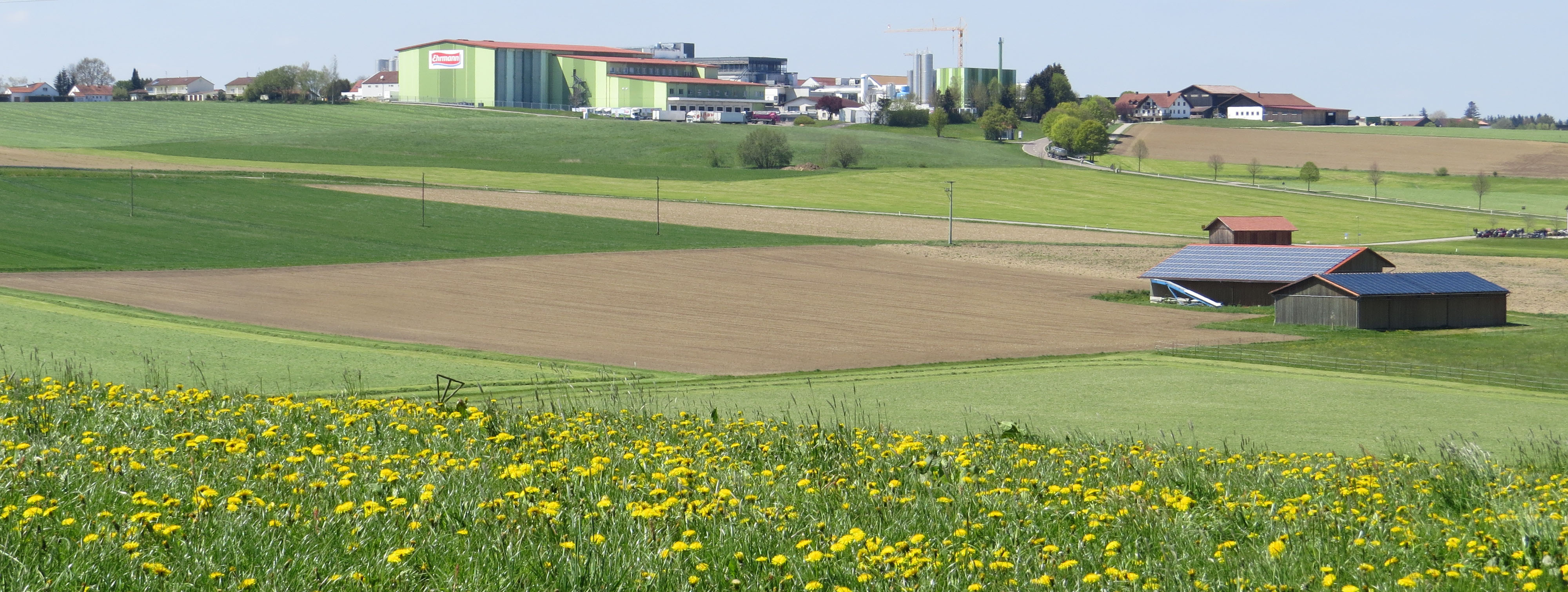
Ehrmann von Südosten

Die Ehrmann SE (vormals Ehrmann AG) ist eine Molkerei in Deutschland mit Sitz in Oberschönegg im  Landkreis Unterallgäu in Oberschwaben. Alle Aktien befinden sich im Familienbesitz.
Der Marktanteil der Fruchtjoghurtprodukte von Ehrmann liegt in Deutschland bei etwa 11,3 %. Im Joghurt-Sektor ist der Produzent Marktführer in Deutschland. Zu den Tochterunternehmen gehören die Milchwerke Gabler-Saliter, die Molkerei Hainichen-Freiberg und die Fleischwerke Zimmermann. Außerdem hat die Molkerei zwei Produktionsbetriebe in Russland und ein Werk in Brasilien.
Das Unternehmen hat außerhalb Deutschlands Vertriebsniederlassungen im Vereinigten Königreich, in Tschechien, Polen, Spanien, Italien, den Niederlanden, in Schweden, Finnland und der Volksrepublik China. Die Produkte der Marke Ehrmann (hauptsächlich Milch-, Joghurt-, Quark- und Dessert-Spezialitäten) werden in über 50 Ländern vertrieben.

## Geschichte
Die Unternehmensgeschichte geht auf das Jahr 1920 zurück, als Alois Ehrmann sen., ein Molkereimeister, sich selbständig machte und eine „Ein-Mann-Molkerei“ gründete. 1929 erwarb er eine Molkerei.
1960 übergab er die Unternehmensleitung an seine beiden Söhne Anton und Alois jun. und machte diese zu gleichberechtigten Partnern. Alois Ehrmann (jun.) wurde die Verantwortung der Molkerei in Oberschönegg übertragen, während Anton Ehrmann am Standort Leonberg bei Stuttgart die Vermarktung der Produkte und den Aufbau des nationalen Vertriebs übernahm.
Die bekannteste Marke des Unternehmens – Almighurt-Fruchtjoghurt – wurde 1964 eingeführt. 1989 erwarb der Betrieb die Fleischwerke E. Zimmermann GmbH & Co. KG (Thannhausen), 1992 kam die Molkerei Hainichen-Freiberg (als Gemeinschaftsunternehmen zu je 50 % mit der Käserei Champignon Hofmeister), 1998 eine Mehrheitsbeteiligung an den Milchwerken J.M. Gabler-Saliter (Obergünzburg; Kaffeesahne, Kondensmilch, Milchpulver) hinzu.

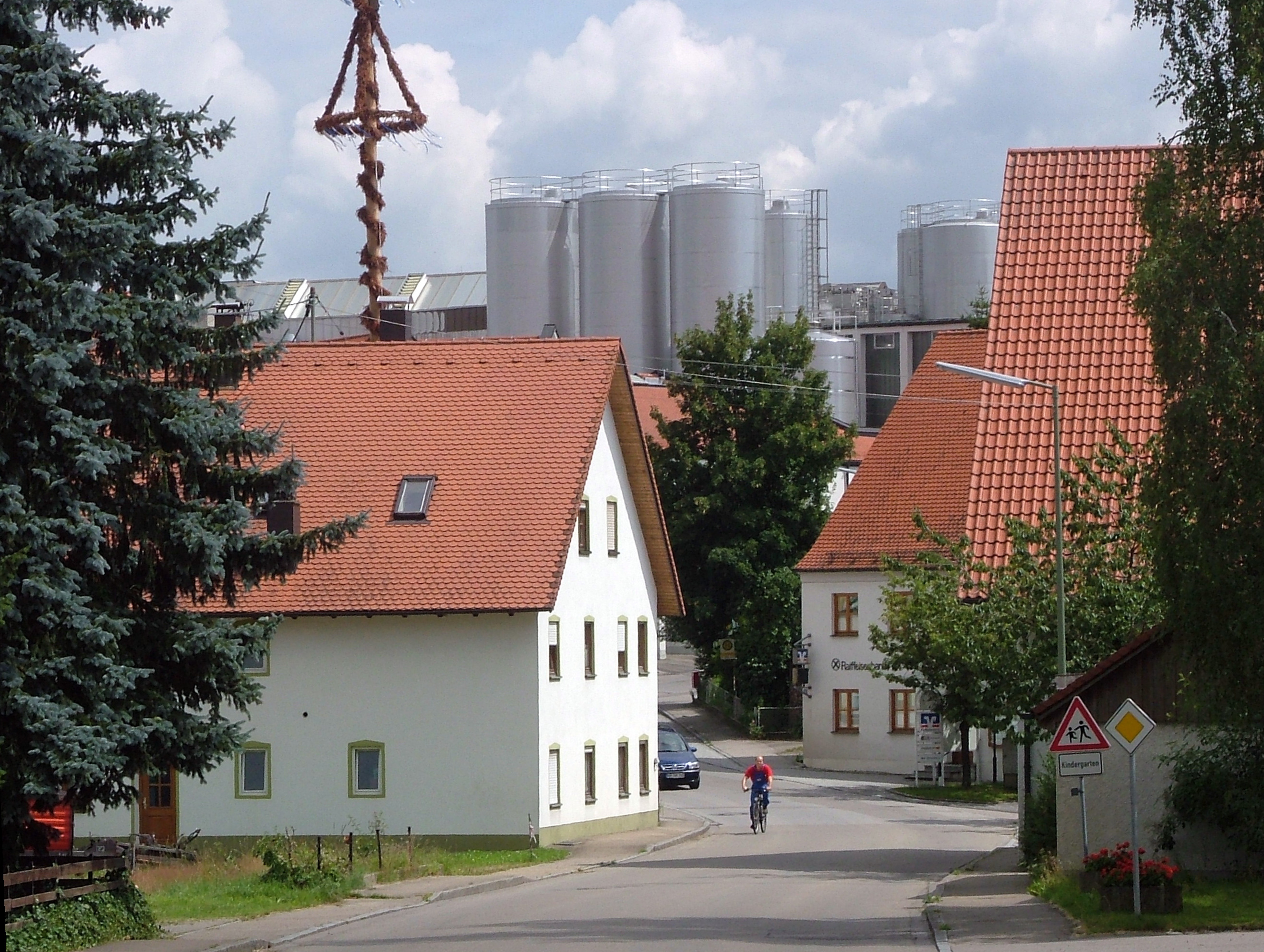
Im Hintergrund Betriebsteile von Ehrmann in Oberschönegg

Im Jahr 2000 wurde eine Produktionsstätte bei Moskau eröffnet, um den russischen und von dort aus auch den chinesischen Markt zu erschließen. Ehrmann ist seit 2000 in Russland mit einer eigenen Tochtergesellschaft vertreten. Im Jahr 2021 übernahm Ehrmann das Russland-Geschäft des Wettbewerbers FrieslandCampina und erwarb somit die zweite Tochtergesellschaft im russischen Markt. Die beiden russische Tochtergesellschaften erwirtschafteten einen Umsatz von rund 250 Millionen Euro bei einer Exportquote von 20 %. 
Gemeinsam mit den US-Amerikanern Thomas Moffit und Benjamin Johnson errichtete Ehrmann in Brattleboro im Bundesstaat Vermont eine Molkerei, die im März 2011 in Betrieb ging. Investiert wurden 32 Mio. $. Die Erweiterung dieser Molkerei ging im November 2012 in Betrieb. Die Kosten hierfür lagen bei 12 Mio.$. In Casa Grande, Arizona wurde eine weitere Molkerei errichtet. In das im Oktober 2013 eröffneten Werk wurden 50 Mio. $ investiert. Im Juli 2019 gab Ehrmann bekannt, die beiden US-Werke an den französischen Konzern Lactalis verkauft zu haben.
Im Januar 2018 beteiligte sich Ehrmann an dem in Sete Lagoas im brasilianischen Bundesstaat Minas Gerais ansässigen Milchverarbeiter Trevo Lacteos. Anfang 2018 gründete Ehrmann ein Gemeinschaftsunternehmen mit Trevo Lacteos, das mittlerweile eine 100-prozentige Tochtergesellschaft von Ehrmann ist. 
Am 27. Oktober 2020 wurde die Rechtsform des Unternehmens von einer deutschen Aktiengesellschaft (AG) in eine europäische Aktiengesellschaft (Societas Europea – SE) umgewandelt.

## Sponsor
Von der Saison 2010/11 bis 2015/16 trat Ehrmann als Hauptsponsor des Fußball-Bundesligisten SC Freiburg auf, bereits Mitte der 1990er Jahre war Ehrmann Haupt- und Trikotsponsor des damaligen Erstligisten Karlsruher SC. Seit 2012 unterstützt Ehrmann den Basketball-Erstligisten Ratiopharm Ulm.

## Auszeichnung
Im Jahr 2015 zeichnete die Lebensmittel-Zeitung das Unternehmen mit einem Goldenen Zuckerhut aus.

## Kritik
Im Jahr 2014 kam das Unternehmen in die öffentliche Kritik, nachdem es einen Kinderquark mit dem Slogan „So wichtig wie das tägliche Glas Milch“ beworben hatte.
Gegen diese Behauptung hatte die Zentrale zur Bekämpfung unlauteren Wettbewerbs vor dem Bundesgerichtshof geklagt. Die Richter gaben den Fall an den Europäischen Gerichtshof weiter, da sie Zweifel hatten, ob Ehrmann das positive Image von Milch auf den Früchtequark übertragen darf. Dieser enthält dreimal so viel Zucker wie normale Kuhmilch.
Im April 2014 gab der EuGH dem Bundesgerichtshof eine Interpretationshilfe; dieser entschied am 12. Februar 2015, dass die Werbung in der beanstandeten Form grundsätzlich rechtens gewesen sei. Der BGH entschied aber auch, dass der Slogan eine gesundheitsbezogene Aussage entsprechend der EU-Verordnung über Health Claims darstelle, die auf der Verpackung näher hätte erläutert werden müssen. Zur Klärung, welche Informationen im Einzelnen zu geben sind, wurde diese Frage an das OLG zurückverwiesen. Die BGH-Entscheidung hat keine praktischen Auswirkungen, da der Slogan von Ehrmann inzwischen nicht mehr verwendet wird.
Nach dem russischen Überfall auf die Ukraine am 24. Februar 2022 reduzierten viele westliche Unternehmen ihre Geschäfte in Russland oder stellten sie ganz ein. Ehrmann dagegen erweiterte sie. Laut einer Auflistung der ukrainischen School of Economics wuchs Ehrmanns Umsatz in Russland von 356 Millionen auf 470 Millionen US-Dollar (+ 32 %).